# Nohra (Nordhausen)
Nohra est une ancienne commune allemande de l'arrondissement de Nordhausen, Land de Thuringe.

## Géographie
Nohra se situe dans la vallée de la Wipper, au sud-est du Hainleite.
La commune comprend les quartiers de Wollersleben, Mörbach, Hünstein et Kinderode.

## Histoire
Nohra est mentionné pour la première fois en 1152.

## Infrastructures
Nohra se trouve sur la ligne de Halle à Hanovre et sur la Bundesautobahn 38.